# Monte Kendang
Monte Kendang (en indonesio: Gunung Kendang) es un estratovolcán en Java Occidental, en el país asiático de Indonesia. Contiene cuatro campos de fumarolas incluyendo Kawah Manuk, una amplia gama de cráteres de 2,75 kilómetros. En el volcán se encuentran Sublimaciones de azufre, ollas de barro y aguas termales.